# Миргородський Дмитро Миколайович
Дмитро Миколайович Миргородський (25 вересня 1939, Запоріжжя, Українська РСР, СРСР — 20 липня 2001, Київ, Україна) — радянський і український актор театру і кіно, член Національної спілки кінематографістів України. Заслужений артист України (1998).

## Біографія
Народився 25 вересня 1939 року в Запоріжжі в родині службовців. У 1957–1959 роках навчався на металургійному факультеті Київського політехнічного інституту. 
У 1963 році закінчив Вище театральне училище імені М. С. Щепкіна при Державному академічному Малому театрі. 
У 1963–1964 рр. — актор Академічного театру російської драми ім. Лесі Українки.
У 1964—1968 роки — актор кіностудії «Мосфільм». У 1968—1969 рр. — актор МХАТ. 
У 1970—2001 рр. — актор Київської кіностудії художніх фільмів ім. О. П. Довженка. 

Могила Дмитра Миргородського

Помер 20 липня 2001 року в Києві. Похований на Байковому кладовищі (ділянка № 29).

## Фільмографія
Акторські кінороботи:
- «Рік як життя» (1965, Георг Гервег, поет)
- «Ми, російський народ» (1965, Головачов)
- «Постріл» (1966, Минський)
- «Червоний намет» (1969, Каратті (немає в титрах)
- «Мир хатам, війна палацам» (1970, більшовик)
- «Назад дороги немає» (1970, 3-я серія, німецький офіцер (немає в титрах)
- «Зоряний цвіт» (1971, супутник)
- «Ніна» (1971, німецький солдат)
- «Довга дорога в короткий день» (1972, молодий вчений)
- «Нічний мотоцикліст» (1972, Сараєв)
- «Схованка біля Червоних каменів» (1972, Рахім)
- «Будні карного розшуку» (1973, Сапожников)
- «В бій ідуть тільки „старики“» (1973, комбат)
- «Чорний капітан» (1973, Астраханцев)
- «Не мине і року...» (1973, Свиридов)
- «Як гартувалась сталь» (1973, Паляниця)
- «Дума про Ковпака» (1973—1975, Савченко)
- «Блакитний патруль» (1974, Андрій Громов)
- «Особисте життя» (1974, епізод)
- «Народжена революцією» (1974—1976, Отець Серафім; Кочетков)
- «Це було в Міжгір'ї» (1975)
- «Небо—земля—небо» (1975, Снєжков)
- «Тривожний місяць вересень» (1976, Горелов, отаман банди)
- «Театр невідомого актора» (1976, денікінець)
- «Ати-бати, йшли солдати…» (1976, ротний, старший лейтенант)
- «Убитий при виконанні» (1977, Генріх Вентман, Ленфільм)
- «Тачанка з півдня» (1977, Олександр Аркадьєв, отаман-білогвардієць)
- «Змилуйся над нами» (1978, капелан Іомантас, Литовська к/с)
- «Море» (1978, Бугровський)
- «Підпільний обком діє» (1978, Балицький)
- «Квартет Гварнері» (1978, Мухортов)
- «Розколоте небо» (1979, Маріупольський)
- «Вавилон-XX» (1979, чоловік Мальви)
- «Дивовижні пригоди Дениса Корабльова» (1979, „індіанець“)
- «Йди і не прощайся» (Калиба, ЧССР, уповноважений)[джерело?]
- «Мільйони Ферфакса» (1980, детектив)
- «Страх» (1980, Іванов)
- «Особливо важливе завдання» (1980, капітан НКВД)
- «На межі століть» (1981, Крашевський)
- «Довгий шлях у лабіринті» (1981, Борис Борисович Тулін)
- «Шурочка» (1982, офіцер (в титрах — Н. Миргородський)
- «Житіє святих сестер» (1982, купець)
- «Подолання» (1982, Філіппов)
- «Климко» (1983, поліцай (епізод)
- «Легенда про княгиню Ольгу» (1983, грек Арефа, чернець)
- «Украдене щастя» (1984, епізод)
- «Напередодні» (1985, епізод)
- «Кармелюк» (1985, конвоїр)
- «Катастрофу не дозволяю» (1985)
- «Мама, рідна, любима...» (1986, Дмитро, брат Максима)
- «Нас водила молодість...» (1986, начальник спеціального відділу)
- «І в звуках пам'ять відгукнеться…» (1986)
- «Все перемагає любов» (1987, майор Шадура)
- «Жменяки» (1987, священик)
- «Зона» (1988, Брус)
- «Етюди про Врубеля» (1989)
- «Годинникар і курка» (1989, полковник)
- «Тепла мозаїка ретро і ледь-ледь» (1990)
- «Війна на західному напрямку» (1990, генерал Малашонок)
- «Подарунок на іменини» (1991, генерал-губернатор)
- «Нам дзвони не грали, коли ми вмирали» (1991, Андрій)
- «Дорога нікуди» (1992, Орт Галеран)
- «Пастка» (1993, Баран, сторож)
- «Дафніс і Хлоя» (1993, Ламон)
- «Очiкуючи вантаж на рейдi Фучжоу бiля пагоди» (1993, гуцул)
- «Амур і Демон» (1994)
- «Анекдотіада, або Історія Одеси в анекдотах» (1994)
- «Партитура на могильному камені» (1995, Казимир Сильверстович Сарський, композитор)
- «Вогнем і мечем» (1999, кошовий отаман)
- «Нескорений» (2000, Йосип Шухевич, батько Романа Шухевича)
- «Молитва за гетьмана Мазепу» (2001, Семен Палій, полковник фастівський; реж. Юрій Іллєнко)